# الدوري الأفغاني لكرة القدم 2014
الدوري الأفغاني لكرة القدم 2014 هو موسم من الدوري الأفغاني لكرة القدم. فاز فيه نادي شاهين أسمايي.